# Eurema elathea
Eurema elathea is een vlindersoort uit de familie van de Pieridae (witjes), onderfamilie Coliadinae.
Eurema elathea werd in 1777 beschreven door Cramer.